# Emmy do Primetime de melhor atriz em série dramática
O Emmy do Primetime de melhor atriz em série dramática é um dos prêmios entregues pela Academia de Artes & Ciências Televisivas por exelência em televisão como parte dos Prémios Emmy do Primetime.

## Vencedoras e indicadas

### Década de 1950
- 1953: Helen Hayes
  - Sarah Churchil
  - June Lockhart
  - Maria Riva
  - Peggy Wood

- 1955: Loretta Young – Letter to Loretta como ela mesma/apresentadora
  - Ann Sothern – Private Secretary como Susie McNamara
  - Lucille Ball – I Love Lucy como Lucy Ricardo
  - Gracie Allen – The George Burns and Gracie Allen Show como ela mesma
  - Eve Ardeen – Our Miss Brooks como Connie Brooks

- 1957: Loretta Young – Letter to Loretta como ela mesma/apresentadora
  - Jane Wyman – Jane Wyman Presents The Fireside Theatre como ela mesma/apresentadora
  - Jan Clayton – Lassie como Ellen Miller
  - Ida Lupino – Four Star Playhouse como Ann
  - Peggy Wood – Mama como Martha Hansen

- 1959: Loretta Young – Letter to Loretta como ela mesma/apresentadora
  - Jane Wyman – Jane Wyman Presents The Fireside Theatre como ela mesma/apresentadora
  - June Lockhart – Lassie como Ruth Martin
  - Phyllis Kirk – The Thin Man como Nora Charles

### Década de 1960
- 1961: Barbara Stanwyck – The Barbara Stanwyck Show como ela mesma/apresentadora
  - Loretta Young – Letter to loretta como ela mesma/apresentadora
  - Donna Reed – The Donna Reed Show como Donna Stone

- 1966: Barbara Stanwyck – The Big Valley como Victoria Barkley
  - Anne Francis – Honey West como Honey West
  - Barbara Parkins – Peyton Place como Betty Anderson

- 1967: Barbara Bain – Mission: Impossible como Cinnamon Carter
  - Diana Rigg – The Avengers como Emma Peel
  - Barbara Stanwyck – The Big Valley como Victoria Barkley

- 1968: Barbara Bain – Mission: Impossible como Cinnamon Carter
  - Diana Rigg – The Avengers como Emma Peel
  - Barbara Stanwyck – The Big Valley como Victoria Barkley

- 1969: Barbara Bain – Mission: Impossible como Cinnamon Carter
  - Joan Blondell – Here Come the Brides como Lottie Hatfield
  - Peggy Lipton – The Mod Squad como Julie Barnes

### Década de 1970
| - 1970: Susan Hampshire – The Forsyte Saga como Fleur Mont - Joan Blondell – Here Come the Brides como Lottie Hatfield - Peggy Lipton – The Mod Squad como Julie Barnes - 1971: Susan Hampshire – The First Churchills como Sarah Churchill, Duquesa de Marlborough - Linda Cristal – The High Chaparral como Victoria Montoya - Peggy Lipton – The Mod Squad como Julie Barnes - 1972: Glenda Jackson – Elizabeth R como Rainha Isabel I da Inglaterra - Peggy Lipton – The Mod Squad como Julie Barnes - Susan Saint James – McMillan & Wife como Sally Hull McMillan - 1973: Michael Learned – The Waltons como Olivia Walton - Lynda Day George – Mission: Impossible como Lisa Casey - Susan Saint James – McMillan & Wife como Sally Hull McMillan - 1974: Michael Learned – The Waltons como Olivia Walton - Jean Marsh – Upstairs, Downstairs como Rose Buck - Jeanette Nolan – Dirty Sally como Sally Fergus - 1975: Jean Marsh – Upstairs, Downstairs como Rose Buck - Angie Dickinson – Police Woman como Sargento Leann Anderson - Michael Learned – The Waltons como Olivia Walton | - 1976: Michael Learned – The Waltons como Olivia Walton - Angie Dickinson – Police Woman como Sargento Leann Anderson - Anne Meara – Kate McShane como Kate McShane - Brenda Vaccaro – Sara como Sara Yarnell - 1977: Lindsay Wagner – The Bionic Woman como Jaime Sommers - Angie Dickinson – Police Woman como Sargento Leann Anderson - Kate Jackson – Charlie's Angels como Sabrina Duncan - Michael Learned – The Waltons como Olivia Walton - Sada Thompson – Family como Kate Lawrence - 1978: Sada Thompson – Family como Kate Lawrence - Melissa Sue Anderson – Little House on the Prairie como Mary Ingalls - Fionnula Flanagan – How the West Was Won como Molly Culhane - Kate Jackson – Charlie's Angels como Sabrina Duncan - Michael Learned – The Waltons como Olivia Walton - Susan Sullivan – Julie Farr, M.D. como Dra. Julie Farr - 1979: Mariette Hartley – The Incredible Hulk como Dra. Caroline Fields - Barbara Bel Geddes – Dallas como Srta. Ellie Ewing - Rita Moreno – The Rockford Files como Rita Capkovick - Sada Thompson – Family como Kate Lawrence |

### Década de 1980
| - 1980: Barbara Bel Geddes – Dallas como Srta. Ellie Ewing - Lauren Bacall – The Rockford Files como Kendall Warren - Mariette Hartley – The Rockford Files como Althea Morgan - Kristy McNichol – Family como Buddy Lawrence - Sada Thompson – Family como Kate Lawrence - 1981: Barbara Babcock – Hill Street Blues como Grace Gardner - Barbara Bel Geddes – Dallas como Srta. Ellie Ewing - Linda Gray – Dallas como Sue Ellen Ewing - Veronica Hamel – Hill Street Blues como Joyce Davenport - Michael Learned – Nurse como Enfermeira Mary Benjamin - Stefanie Powers – Hart to Hart como Jennifer Hart - 1982: Michael Learned – Nurse como Enfermeira Mary Benjamin - Debbie Allen – Fame como Lydia Grant - Veronica Hamel – Hill Street Blues como Joyce Davenport - Michele Lee – Knots Landing como Karen Fairgate - Stefanie Powers – Hart to Hart como Jennifer Hart - 1983: Tyne Daly – Cagney & Lacey como Mary Beth Lacey - Debbie Allen – Fame como Lydia Grant - Linda Evans – Dynasty como Krystle Carrington - Sharon Gless – Cagney & Lacey como Chris Cagney - Veronica Hamel – Hill Street Blues como Joyce Davenport - 1984: Tyne Daly – Cagney & Lacey como Mary Beth Lacey - Debbie Allen – Fame como Lydia Grant - Joan Collins – Dynasty como Alexis Colby - Sharon Gless – Cagney & Lacey como Chris Cagney - Veronica Hamel – Hill Street Blues como Joyce Davenport | - 1985: Tyne Daly – Cagney & Lacey como Mary Beth Lacey - Debbie Allen – Fame como Lydia Grant - Sharon Gless – Cagney & Lacey como Chris Cagney - Veronica Hamel – Hill Street Blues como Joyce Davenport - Angela Lansbury – Murder, She Wrote como Jessica Fletcher - 1986: Sharon Gless – Cagney & Lacey como Chris Cagney - Tyne Daly – Cagney & Lacey como Mary Beth Lacey - Angela Lansbury – Murder, She Wrote como Jessica Fletcher - Cybill Shepherd – Moonlighting como Maddie Hayes - Alfre Woodard – St. Elsewhere como Roxanne Turner - 1987: Sharon Gless – Cagney & Lacey como Chris Cagney - Tyne Daly – Cagney & Lacey como Mary Beth Lacey - Susan Dey – L.A. Law como Grace Van Owen - Jill Eikenberry – L.A. Law como Ann Kelsey - Angela Lansbury – Murder, She Wrote como Jessica Fletcher - 1988: Tyne Daly – Cagney & Lacey como Mary Beth Lacey - Susan Dey – L.A. Law como Grace Van Owen - Jill Eikenberry – L.A. Law como Ann Kelsey - Sharon Gless – Cagney & Lacey como Chris Cagney - Angela Lansbury – Murder, She Wrote como Jessica Fletcher - 1989: Dana Delany – China Beach como Tenente Colleen McMurphy - Susan Dey – L.A. Law como Grace Van Owen - Jill Eikenberry – L.A. Law como Ann Kelsey - Linda Hamilton – Beauty and the Beast como Catherine Chandler - Angela Lansbury – Murder, She Wrote como Jessica Fletcher |

### Década de 1990
| - 1990: Patricia Wettig – thirtysomething como Nancy Krieger-Weston - Dana Delany – China Beach como Tenente Colleen McMurphy - Jill Eikenberry – L.A. Law como Ann Kelsey - Angela Lansbury – Murder, She Wrote como Jessica Fletcher - Piper Laurie – Twin Peaks como Catherine Martell - 1991: Patricia Wettig – thirtysomething como Nancy Krieger-Weston - Dana Delany – China Beach como Tenente Colleen McMurphy - Sharon Gless – The Trials of Rosie O'Neill como Rosie O'Neill - Angela Lansbury – Murder, She Wrote como Jessica Fletcher - 1992: Dana Delany – China Beach como Capitão Colleen McMurphy - Sharon Gless – The Trials of Rosie O'Neill como Rosie O'Neill - Shirley Knight – Law & Order como Melanie Currants - Angela Lansbury – Murder, She Wrote como Jessica Fletcher - Kate Nelligan – Road to Avonlea como Sydney Carver - Regina Taylor – I'll Fly Away como Lilly Harper - 1993: Kathy Baker – Picket Fences como Jill Brock - Swoosie Kurtz – Sisters como Alex Reed - Angela Lansbury – Murder, She Wrote como Jessica Fletcher - Regina Taylor – I'll Fly Away como Lilly Harper - Janine Turner – Northern Exposure como Maggie O'Connell - 1994: Sela Ward – Sisters como Teddy Reed - Kathy Baker – Picket Fences como Jill Brock - Swoosie Kurtz – Sisters como Alex Reed - Angela Lansbury – Murder, She Wrote como Jessica Fletcher - Jane Seymour – Dr. Quinn, Medicine Woman como Dra. Michaela Quinn | - 1995: Kathy Baker – Picket Fences como Jill Brock - Claire Danes – My So-Called Life como Angela Chase - Angela Lansbury – Murder, She Wrote como Jessica Fletcher - Sherry Stringfield – ER como Dra. Susan Lewis - Cicely Tyson – Sweet Justice como Carrie Grace Battle - 1996: Kathy Baker – Picket Fences como Jill Brock - Gillian Anderson – The X-Files como Agente Dana Scully - Christine Lahti – Chicago Hope como Dra. Kathryn Austin - Angela Lansbury – Murder, She Wrote como Jessica Fletcher - Sherry Stringfield – ER como Dra. Susan Lewis - 1997: Gillian Anderson – The X-Files como Agente Dana Scully - Roma Downey – Touched by an Angel como Monica - Christine Lahti – Chicago Hope como Dra. Kathryn Austin - Julianna Margulies – ER como Enfermeira Carol Hathaway - Sherry Stringfield – ER como Dra. Susan Lewis - 1998: Christine Lahti – Chicago Hope como Dra. Kathryn Austin - Gillian Anderson – The X-Files como Agente Dana Scully - Roma Downey – Touched by an Angel como Monica - Julianna Margulies – ER como Enfermeira Carol Hathaway - Jane Seymour – Dr. Quinn, Medicine Woman como Dra. Michaela Quinn - 1999: Edie Falco – The Sopranos como Carmela Soprano - Gillian Anderson – The X-Files como Agente Dana Scully - Lorraine Bracco – The Sopranos como Dra. Jennifer Melfi - Christine Lahti – Chicago Hope como Dra. Kathryn Austin - Julianna Margulies – ER como Enfermeira Carol Hathaway |

### Década de 2000
| - 2000: Sela Ward – Once and Again como Lily Manning - Lorraine Bracco – The Sopranos como Dra. Jennifer Melfi - Amy Brenneman – Judging Amy como Amy Gray - Edie Falco – The Sopranos como Carmela Soprano - Julianna Margulies – ER como Enfermeira Carol Hathaway - 2001: Edie Falco – The Sopranos como Carmela Soprano - Lorraine Bracco – The Sopranos como Dra. Jennifer Melfi - Amy Brenneman – Judging Amy como Amy Gray - Marg Helgenberger – CSI: Crime Scene Investigation como Catherine Willows - Sela Ward – Once and Again como Lily Manning - 2002: Allison Janney – The West Wing como C. J. Cregg - Amy Brenneman – Judging Amy como Amy Gray - Frances Conroy – Six Feet Under como Ruth Fisher - Jennifer Garner – Alias como Sydney Bristow - Rachel Griffiths – Six Feet Under como Brenda Chenowith - 2003: Edie Falco – The Sopranos como Carmela Soprano - Frances Conroy – Six Feet Under como Ruth Fisher - Jennifer Garner – Alias como Sydney Bristow - Marg Helgenberger – CSI: Crime Scene Investigation como Catherine Willows - Allison Janney – The West Wing como C. J. Cregg - 2004: Allison Janney – The West Wing como C. J. Cregg - Edie Falco – The Sopranos como Carmela Soprano - Jennifer Garner – Alias como Sydney Bristow - Mariska Hargitay – Law & Order: Special Victims Unit como Detetive Olivia Benson - Amber Tamblyn – Joan of Arcadia como Joan Gerardi | - 2005: Patricia Arquette – Medium como Allison DuBois - Glenn Close – The Shield como Capitão Monica Rawling - Frances Conroy – Six Feet Under como Ruth Fisher - Jennifer Garner – Alias como Sydney Bristow - Mariska Hargitay – Law & Order: Special Victims Unit como Detetive Olivia Benson - 2006: Mariska Hargitay – Law & Order: Special Victims Unit como Olivia Benson - Frances Conroy – Six Feet Under como Ruth Fisher - Geena Davis – Commander in Chief como Presidente Allen - Allison Janney – The West Wing como C. J. Cregg - Kyra Sedgwick – The Closer como Delegada Brenda Leigh Johnson - 2007: Sally Field – Brothers & Sisters como Nora Walker - Patricia Arquette – Medium como Allison DuBois - Minnie Driver – The Riches como Dahlia Malloy - Edie Falco – The Sopranos como Carmela Soprano - Mariska Hargitay – Law & Order: Special Victims Unit como Detetive Olivia Benson - Kyra Sedgwick – The Closer como Delegada Brenda Leigh Johnson - 2008: Glenn Close – Damages como Patty Hewes - Sally Field – Brothers & Sisters como Nora Walker - Mariska Hargitay – Law & Order: Special Victims Unit como Detetive Olivia Benson - Holly Hunter – Saving Grace como Detetive Grace Hanadarko - Kyra Sedgwick – The Closer como Delegada Brenda Leigh Johnson - 2009: Glenn Close – Damages como Patty Hewes - Sally Field – Brothers & Sisters como Nora Walker - Mariska Hargitay – Law & Order: Special Victims Unit como Detetive Olivia Benson - Holly Hunter – Saving Grace como Detetive Grace Hanadarko - Elisabeth Moss – Mad Men como Peggy Olson - Kyra Sedgwick – The Closer como Delegada Brenda Leigh Johnson |

### Década de 2010
| - 2010: Kyra Sedgwick – The Closer como Delegada Brenda Leigh Johnson - Connie Britton – Friday Night Lights como Tami Taylor - Glenn Close – Damages como Patty Hewes - Mariska Hargitay – Law & Order: Special Victims Unit como Detetive Olivia Benson - January Jones – Mad Men como Betty Draper - Julianna Margulies – The Good Wife como Alicia Florrick - 2011: Julianna Margulies – The Good Wife como Alicia Florrick - Kathy Bates – Harry's Law como Harriet Korn - Connie Britton – Friday Night Lights como Tami Taylor - Mireille Enos – The Killing como Sarah Linden - Mariska Hargitay – Law & Order: Special Victims Unit como Detetive Olivia Benson - Elisabeth Moss – Mad Men como Peggy Olson - 2012: Claire Danes – Homeland como Agente Carrie Mathison - Kathy Bates – Harry's Law como Harriet Korn - Glenn Close – Damages como Patty Hewes - Michelle Dockery – Downton Abbey como Senhora Mary Crawley - Julianna Margulies – The Good Wife como Alicia Florrick - Elisabeth Moss – Mad Men como Peggy Olson - 2013: Claire Danes – Homeland como Agente Carrie Mathison - Connie Britton – Nashville como Rayna Jaymes - Michelle Dockery – Downton Abbey como Senhora Mary Crawley - Vera Farmiga – Bates Motel como Norma Bates - Elisabeth Moss – Mad Men como Peggy Olson - Kerry Washington – Scandal como Olivia Pope - Robin Wright – House of Cards como Claire Underwood - 2014: Julianna Margulies – The Good Wife como Alicia Florrick - Lizzy Caplan – Masters of Sex como Dra. Virginia E. Johnson - Claire Danes – Homeland como Agente Carrie Mathison - Michelle Dockery – Downton Abbey como Senhora Mary Crawley - Kerry Washington – Scandal como Olivia Pope - Robin Wright – House of Cards como Segunda-Dama Claire Underwood | - 2015: Viola Davis – How to Get Away with Murder como Annalise Keating - Claire Danes – Homeland como Agente Carrie Mathison - Taraji P. Henson – Empire como Cookie Lyon - Tatiana Maslany – Orphan Black como várias personagens - Elisabeth Moss – Mad Men como Peggy Olson - Robin Wright – House of Cards como Primeira-Dama Claire Underwood - 2016: Tatiana Maslany – Orphan Black em várias personagens - Claire Danes – Homeland como Agente Carrie Mathison - Viola Davis – How to Get Away with Murder como Professora Annalise Keating - Taraji P. Henson - Empire como Cookie Lyon - Keri Russell - The Americans como Elizabeth Jennings - Robin Wright – House of Cards como Primeira-Dama Claire Underwood - 2017: Elisabeth Moss – The Handmaid's Tale como Offred/June Osborne - Claire Foy – The Crown como Rainha Elizabeth II - Viola Davis – How to Get Away with Murder como Professora Annalise Keating - Evan Rachel Wood - Westworld como Dolores Abernathy - Keri Russell - The Americans como Elizabeth Jennings - Robin Wright – House of Cards como Primeira-Dama Claire Underwood - 2018: Claire Foy – The Crown como Rainha Elizabeth II - Elisabeth Moss – The Handmaid's Tale como Offred/June Osborne - Tatiana Maslany – Orphan Black como várias personagens - Evan Rachel Wood - Westworld como Dolores Abernathy - Keri Russell - The Americans como Elizabeth Jennings - Sandra Oh – Killing Eve como Eve Polastri - 2019: Jodie Comer – Killing Eve como Oksana Astankova/Villanelle - Sandra Oh – Killing Eve como Eve Polastri - Emilia Clarke – Game of Thrones como Daenerys Targaryen - Mandy Moore – This Is Us como Rebecca Pearson - Laura Linney - Ozark como Wendy Byrde - Viola Davis – How to Get Away with Murder como Professora Annalise Keating - Robin Wright – House of Cards como Presidente Claire Underwood |

### Década de 2020
2020: Zendaya – Euphoria como Rue Bennett
- Jennifer Aniston - The Morning Show como Alex Levy
- Olivia Colman - The Crown como Rainha Elizabeth II
- Jodie Comer - Killing Eve como Oksana Astankova/Villanelle
- Laura Linney - Ozark como Wendy Byrde
- Sandra Oh - Killing Eve como Eve Polastri

2021: Olivia Colman – The Crown como Rainha Elizabeth II
- Elisabeth Moss - The Handmaid's Tale como June Osborne
- Emma Corrin - The Crown como Diana, Princesa de Gales
- Uzo Aduba - In Treatment como Drª. Brooke Taylor
- Mj Rodriguez - Pose como Blanca Rodriguez
- Jurnee Smollett - Lovecraft Country como Letitia Lewis

2022: Zendaya – Euphoria como Rue Bennett
- Reese Whiterspoon - The Morning Show como Bradley Jackson
- Melanie Lynskey - Yellowjackets como Shauna
- Jodie Comer - Killing Eve como Oksana Astankova/Villanelle
- Laura Linney - Ozark como Wendy Byrde
- Sandra Oh - Killing Eve como Eve Polastri

2023: Sarah Snook – Succession como Siobhan "Shiv" Roy
- Melanie Lynskey - Yellowjackets como Shauna Sadecki
- Sharon Horgan - Bad Sisters como Eva Garvey
- Elisabeth Moss - The Handmaid's Tale como June Osborne
- Bella Ramsey - The Last of Us como Ellie Williams
- Keri Russell - The Diplomat como Kate Wyler

2024: Anna Sawai – Shōgun como Toda Mariko
- Carrie Coon - The Gilded Age como Bertha Russell
- Maya Erskine - Mr. & Mrs. Smith como Jane Smith / Alana
- Imelda Staunton - The Crown como Rainha Elizabeth II
- Jennifer Aniston - The Morning Show como Alexandra "Alex" Levy
- Reese Witherspoon - The Morning Show como Bradley Jackson